# اورچیانو دی پسارو
اورچیانو دی پسارو (به ایتالیایی: Orciano di Pesaro) یک کومونه در ایتالیا است که در استان پزارو و اوربینو واقع شده‌است. اورچیانو دی پسارو ۲۳٫۸ کیلومتر مربع مساحت و ۲٬۲۰۵ نفر جمعیت دارد و ۲۶۴ متر بالاتر از سطح دریا واقع شده‌است.

## خواهرخوانده
شهر Freyming-Merlebach خواهرخواندهٔ اورچیانو دی پسارو هست.